# Campylanthus junceus
Campylanthus junceus là một loài thực vật có hoa trong họ Mã đề. Loài này được Edgew. mô tả khoa học đầu tiên năm 1847.